# Schlacht bei Beaver Dams
Kriegsschauplatz St. Lawrence/Lake Champlain 

1. Sacket’s Harbor – 1. Lacolle Mills – Ontariosee – Ogdensburg – New York – 2. Sacket’s Harbor – Châteauguay – Chrysler’s Farm – 2. Lacolle Mills – Fort Oswego – Big Sandy Creek – Plattsburgh
Niagara-Kriegsschauplatz

Queenston Heights – Frenchman’s Creek – George – Stoney Creek – Beaver Dams – Black Rock – Fort Niagara – Buffalo – 1. Fort Erie – Chippewa – Lundy’s Lane – 2. Fort Erie – Cook’s Mill
Detroit-Kriegsschauplatz

Tippecanoe – Fort Mackinac – Dearborn – Detroit – Fort Harrison – Fort Wayne – Wild Cat Creek – Mississinewa – Frenchtown – Fort Meigs – Fort Stephenson – Eriesee – Thames River – Longwoods – Prarie du Chien – Rock Island Rapids – Mackinac Island – Malcom’s Mills
Chesapeake-Kriegsschauplatz

Craney Island – St. Michaels – Chesapeake – Bladensburg – Washington – Caulk’s Field – North Point – Baltimore
Südlicher Kriegsschauplatz

Creek – 1. Fort Bowyer – Fayal – Pensacola – Borgnesee – New Orleans – Fort St. Philip – Fort Peter – 2. Fort Bowyer
Die Schlacht bei Beaver Dams vom 24. Juni 1813 zwischen britisch-indianischen und amerikanischen Truppen fand während des Britisch-Amerikanischen Kriegs in Kanada in der Nähe des Ontariosees statt und endete mit einem britischen Sieg.
Nahe der Gemeinde Thorold erinnert heute ein Gedenkstein an die Schlacht und die Stätte wurde 1921, als eine der ersten, zur National Historic Site of Canada erklärt.

## Geschichte
Nachdem die Amerikaner im Mai 1813 den Niagara River überschritten und Fort George erobert hatten, wurde der britische Leutnant James FitzGibbon mit einer kleinen Truppe regulärer Soldaten und Indianern in ein Lager bei Decew Falls geschickt, um von dort aus einen Kleinkrieg gegen die amerikanischen Truppen zu beginnen. Der US-Kommandeur in Fort George, General John Dewey, beschloss daraufhin, ein Kommando gegen FitzGibbon zu schicken und ihn zu vertreiben oder gefangen zu nehmen.
Oberst Charles Boerstler verließ Fort George mit 550 Mann und drei Kanonen. Die entlang des Niagara River marschierende Truppe bestand überwiegend aus Infanteristen zweier regulärer Einheiten, 20 Dragonern und einer Kompanie Artilleristen. Am 21. Juni rückten die US-Soldaten in Queenston (Ontario) ein, wo Boerstler an allen Ortsausgängen Wachen aufstellte, um sein Vorhaben geheim zu halten. Die Offiziere quartierten sich im Wohnhaus von James Secord ein, der im Jahr zuvor als britischer Milizionär in der Schlacht von Queenston Heights schwer verwundet worden war. Seine Ehefrau Laura Secord belauschte ein Gespräch der Amerikaner und erfuhr von ihren Plänen. Da ihr Mann durch seine Verwundung zu geschwächt war, schlich sie sich selbst aus dem Haus und warnte FitzGibbon nach einer 32 km langen, gefährlichen Wanderung durch größtenteils wegloses Gelände. Ihre mutige Tat machte sie zu einer bis heute populären kanadischen Nationalheldin.
FitzGibbon postierte seine 80 Soldaten und etwa 250 Indianer, die meisten davon Caugnhnawaga-Mohawks aus Québec unter der Führung von Dominique Ducharme, in einem Waldstück, um die Amerikaner aus dem Hinterhalt anzugreifen. Als die Amerikaner den Wald erreichten, wurden sie von den wahrscheinlich in Hufeisenformation aufgestellten Indianern und Briten aus allen Richtungen unter Feuer genommen. Einen ersten Angriff der Indianer konnten die Amerikaner mit Hilfe ihrer Geschütze zurückschlagen. Bei dem Versuch eines Gegenangriffs wurden sie jedoch unter erheblichen Verlusten zurückgedrängt. Daraufhin beschlossen die Amerikaner, sich nach Fort George zurückzuziehen, sahen sich aber eingeschlossen. Boerstler selbst war zweimal an der Hüfte verwundet worden. Die Amerikaner wussten nicht, dass sie den Angreifern zahlenmäßig überlegen waren, und sahen sich angesichts schwindender Munitionsreserven in einer hoffnungslosen Lage. In dieser Situation gelang es FitzGibbon, mit einer geschickten Verhandlungsführung die Kapitulation von Boerstlers Truppe zu erreichen. Ein wesentlicher Faktor dabei war die Angst der Amerikaner vor den Indianern.
Gemessen an den beteiligten Truppen und Verlusten, war die Schlacht bei Beaver Dams nicht mehr als ein Scharmützel. Sie trug jedoch wesentlich dazu bei, die Amerikaner zu demoralisieren, weitere Vorstöße über den Niagara River hinaus zu unterbinden und damit die Invasion nach Kanada zum Scheitern zu bringen. Dass das Gefecht bei Beaver Dams bis heute zu den bekannteren des Kriegs gehört, liegt jedoch vor allem an der Rolle von Laura Secord und ihrer Entwicklung zu einer kanadischen Nationalheldin.